# 長洲町立清里小学校
長洲町立清里小学校（ながすちょうりつきよさとしょうがっこう）は、熊本県玉名郡長洲町にある小学校。

## 沿革
- 幕末頃 - 中和堂創立。
- 1874年1月 - 中和堂を牛水小学校に改める。
- 1877年 - 寺田寿と満田武雄の寺子屋を合併し、高梅小学校創立。
- 1887年 - 牛水小学校に尋常小学簡易科設置。
- 1888年 - 尋常小学簡易科を牛水小学校簡易科教場とする。
- 1892年 - それぞれ牛水尋常小学校、高梅尋常小学校に改める。
- 1900年 - 合併し清里尋常高等小学校となる。
- 1941年 - 清里村立清里国民学校に改める。
- 1947年 - 清里村立清里小学校に改める。
- 1955年 - 分村により、清里小が荒尾市長洲町小中学校組合立清里小学校に改める。
- 1956年 - 組合立解消に伴い、長洲町立清里小学校に改める。

## 所在地
- 熊本県玉名郡長洲町高浜1250番地